# Храм Троицы Живоначальной при Детской городской клинической больнице Святого Владимира
Церковь Троицы Живоначальной при Детской городской клинической больнице святого Владимира — православный храм в районе Сокольники города Москвы, домовая церковь Детской городской клинической больницы святого Владимира (бывшая № 2 им. Н. И. Русакова). Относится к Воскресенскому благочинию Московской епархии.
Главный престол освящён в честь Святой Троицы.

## История

### Больница
Детская больница св. Владимира была основана промышленником Павлом фон Дервизом в 1872 году на 400-тысячный капитал в память о старших детях, умерших во младенчестве. Больница открыта в 1876 году. Получила имя святого Владимира — небесного покровителя старшего из детей Дервиза. Согласно распоряжению Дервиза, в ней были постоянно оставлены 100 бесплатных мест для детей из бедных семейств.

### Строительство церкви

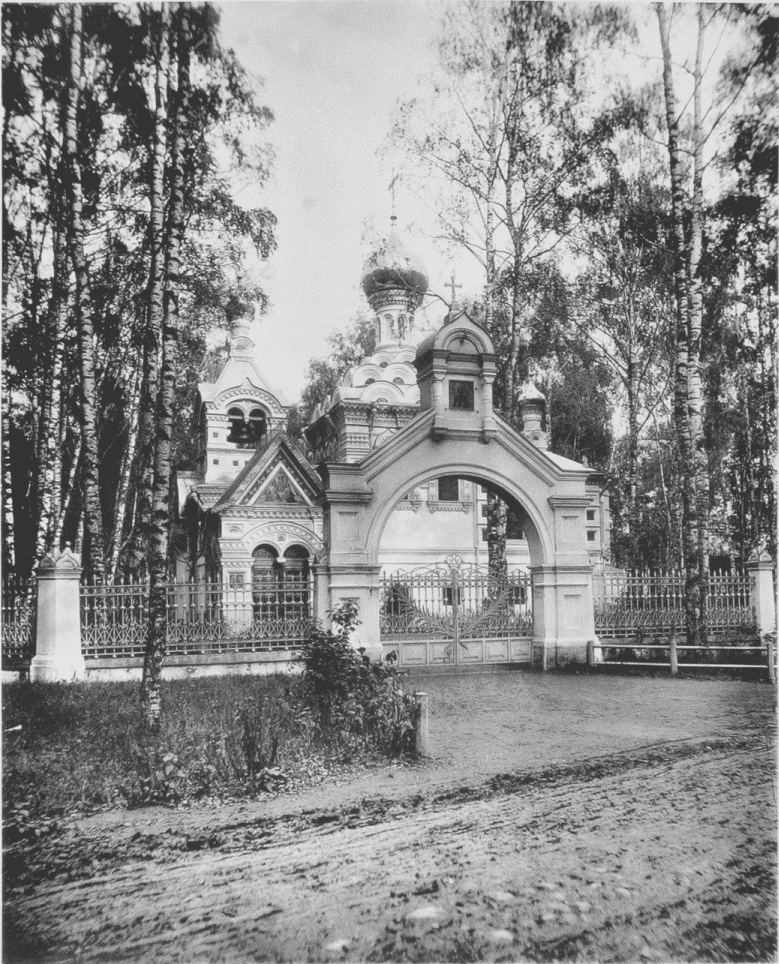
Троицкая церковь, 1883 год

В 1881 году, на средства Фон-Дервиза при больнице было начато строительство церкви Живоначальной Троицы. 1 июня 1883 года церковь была освящена. Она была построена по проекту академика архитектуры А. П. Попова в стиле русских храмов XVII века. В её нижней части располагалась семейная усыпальница фон-Дервизов. Постройка храма стоила 225 000 рублей, а внутреннее убранство обошлось в 300 000.
Снаружи стены храма были украшены цветными изразцами, внутренняя отделка включала итальянский мрамор и красное дерево из Швейцарии. Утварь, изготовленная по рисункам профессора Гримма, была привезена из Лугано.

### Советский период

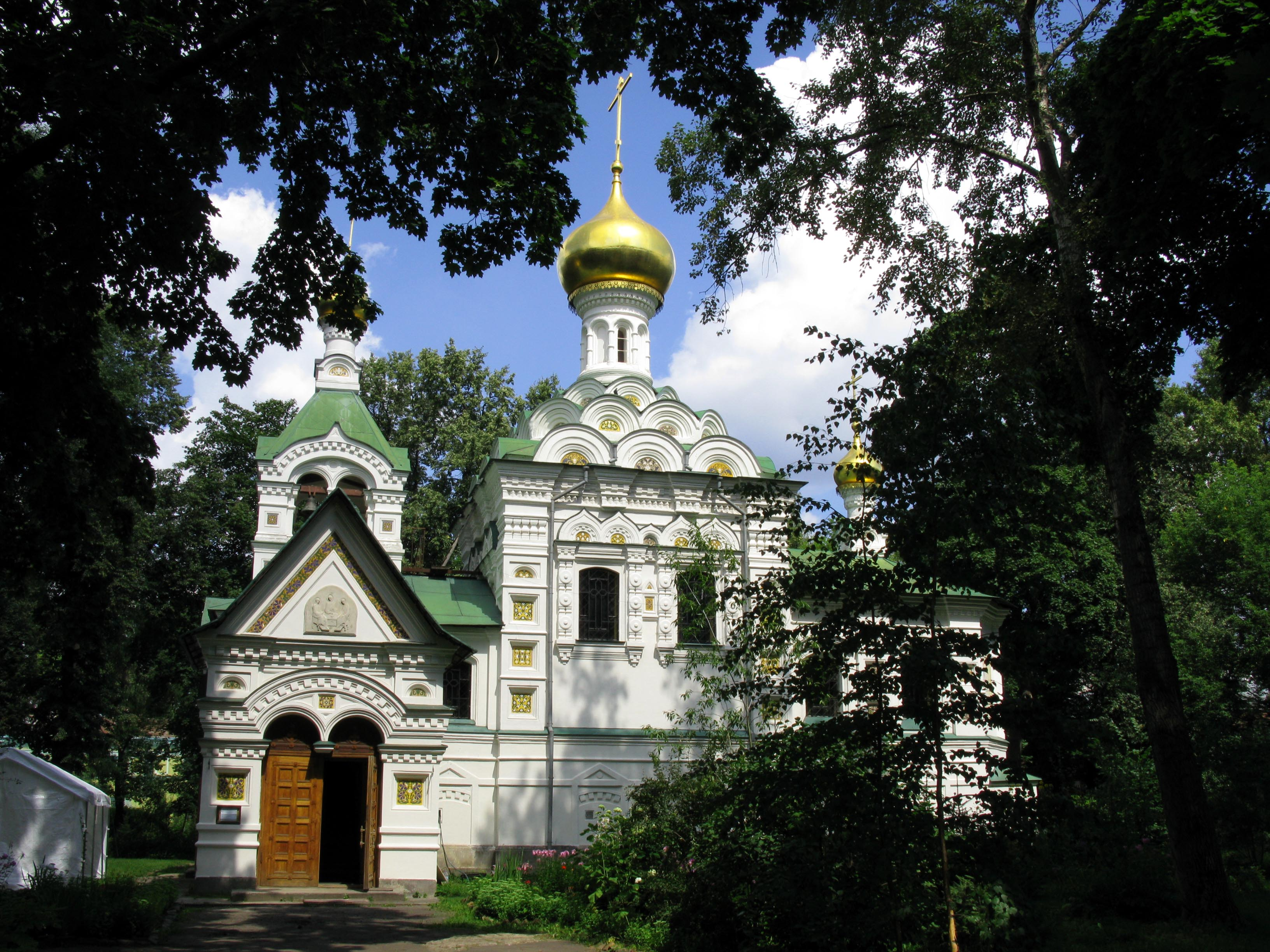
Домовая церковь Троицы Живоначальной

24 мая 1924 года в газете «Известия» было напечатано уведомление, согласно которому предписывалось ликвидировать все домо́вые церкви при больницах, в связи с тем, «что учреждения религиозного культа не могут состоять при государственных учреждениях».
Троицкой церкви повезло, её «ликвидировали» лишь в качестве культового учреждения, само сооружение не снесли, разрушена была только ограда, представлявшая собой произведение искусства. Долгое время церковь использовали в качестве лекционного зала, затем склада и общежития. Однажды в ней произошёл пожар, в результате которого выгорели остатки внутренней отделки. К 1969 году в подвале разорённого и опустевшего храма была устроена больничная бойлерная.

### Возрождение церкви
15 апреля 1994 года восстановленная церковь Троицы Живоначальной была вновь освящена. В 1995 году в ней были возобновлены богослужения. В настоящее время церковь открыта ежедневно, богослужения проводятся по воскресным и праздничным дням. Каждую пятницу в храме служат молебны о здравии детей, находящихся в больнице на излечении. Согласно желанию родителей настоятель храма священник Павел Дорофеев проводит в стационаре таинства причащения детей и крещения тяжелобольных новорожденных в отделении реанимации. Сегодня над склепом семьи фон Дервиз в церкви расположена бойлерная.